# Ópusztaszer
Ópusztaszer (do 1974 r. Sövényháza) – miejscowość i gmina w środkowych Węgrzech położona w dolinie Cisy na Wielkiej Nizinie Węgierskiej, w komitacie Csongrád. Gmina liczy 2295 mieszkańców (styczeń 2011) i zajmuje obszar 59,5 km².

## Historia
Historyczne miejsce zatwierdzenia pierwszych węgierskich praw zwyczajowych przez księcia Arpada i pozostałych przywódców. Miejscowość wymieniana na piśmie w roku 1233, prawa miejskie od XV wieku, zniszczona w czasie najazdów tureckich.
W roku 1945 w Ópusztaszer uroczyście ogłoszono reformę rolną, zadekretowaną przez koalicyjny rząd Węgier (z udziałem komunistów i innych partii lewicowych).

## Zabytki
W roku 1971 założono w Ópusztaszer skansen historyczny, w którym następnie umieszczono panoramę przedstawiającą zajęcie Wielkiej Równiny Węgierskiej przez Węgrów pod wodzą Arpada. Panoramę namalował zespół malarzy węgierskich pod kierownictwem Árpáda Fesztyego dla uczczenia tysiąclecia Węgier przypadającego w roku 1896. Do roku 1945 panorama była eksponowana w Budapeszcie. Uszkodzoną podczas działań wojennych panoramę konserwowali polscy specjaliści.
Oprócz tego znajduje się tutaj pałac Pallavicinich, ruiny klasztoru, labirynt Csillagösvény Labirintus, który jest jednocześnie labiryntem tematycznym o plecionych ścianach i parkiem rozrywki, a także zaprojektowana przez Györgya Csetego i Jenő Dulánszkyego Świątynia Lasów oraz pomnik Turula.

## Galeria

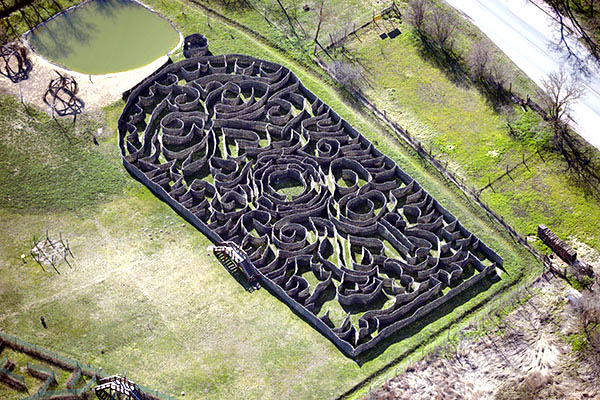
Labirynt Csillagösvény
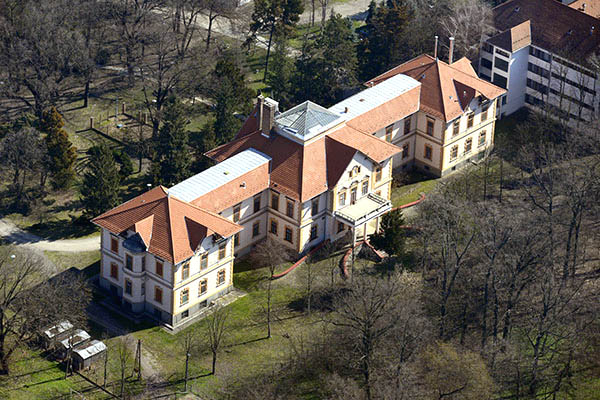
Pałac Pallavicinich
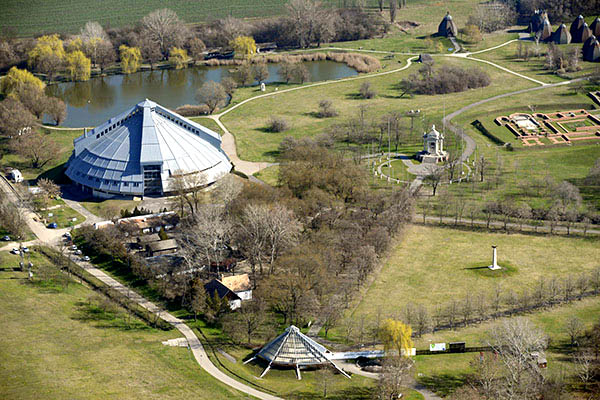
Zdjęcie lotnicze
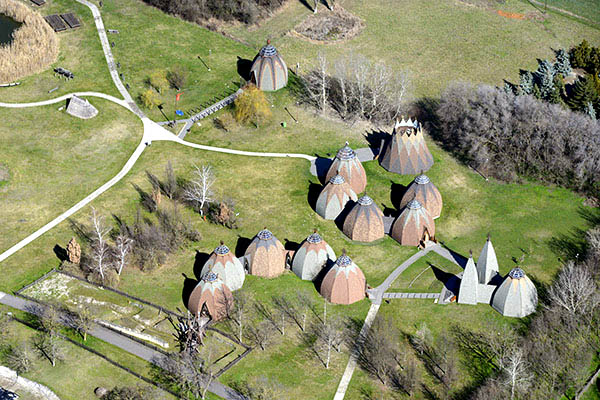
Świątynia Lasów
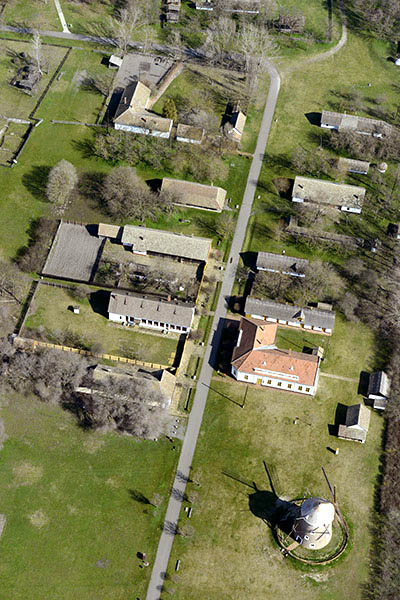
Fragment ulicy z lotu ptaka